# Chi Lăng (thị trấn)
Chi Lăng is een thị trấn in het Vietnamese district Thoại Sơn in de provincie An Giang. Chi Lăng ligt in de Mekong-delta.